# الفكرة الجمهورية
الفكرة الجمهورية هي الفكرة التي أتى بها محمود محمد طه المفكر السوداني و السياسي المعارض. في البدء كان الحزب الجمهوري ينادي بإنشاء جمهورية سودانية ديمقراطية، وأخيرًا أصبحت الفكرة ايديولوجية كاملة للحزب وثق لها الكثير من المصنفات التي ألفها محمود وتلاميذه الاخوان الجمهوريون.

## المذهبية الإسلامية عند الجمهوريين
يعتقد الجمهوريون أن الحركة الوطنية التي انبثقت من مؤتمر الخريجين العام في الأربعينات تتبع الطائفية ابتغاء السند الشعبي، فاحتضنت طائفة الختمية الأحزاب الاتحادية واحتضنت طائفة الأنصار حزب الأمة على عكس الجمهوريين الذين اتبعوا المذهبية، ودعوة الشعب مباشرة ليلتف حولها، من غير استعانة بالزعماء الطائفيين الذين كانوا يقتسمون ولاء الشعب بينهم. وكان يبدو للجميع أن طريق الجمهوريين هذا، طريق طويل، فالجميع يتعجلون كسب السند الشعبي بأقرب الطرق، وهو طريق كسب تأييد زعيم إحدى الطائفتين الذي تكفي اشارته فقط ليسارع أنصاره بتأييد الحزب المعين.
يعتقد الجمهوريون أن احتواء الطائفية للحركة الوطنية جمع لها سلاح النفوذ السياسي مع سلاح العقيدة الدينية، مما مكنها من الشعب فجمدت وعيه، وأستغلته في السياسة. وكان رجال الأحزاب خاضعين للطائفية، وكانت حصيلة البلادألوانا من التخبط في حكم البلاد، وتخلفا مزريا في حياة الشعب. وكانوا يعيبون على الأحزاب تفريطها في المذهيبة، وكانوا يحذّرون بأن عاقبة غياب المذهبية هي التخبّط بعد الاستقلال، والسير في التيه.

## الجمهوريون و الحركة الوطنية
انتقد الجمهوريون الحركة الوطنية لتراخيها في مقاومة الإستعمار و الانعزال عن الشعب، والاندماج مع الطائفية.
ويعترف الجمهوريون بأن رجال الحركة الوطنية الآخرين قد أدوا دورا مقدرا في جلاء الاستعمار، وفي اتمام السودنة، وإقامة أول حكومة سودانية بعد الاستقلال. كالدور الذي قام به علي الميرغني، وعبد الرحمن المهدي، وأعوانهما من السياسيين.
يعتقد الجمهوريون ان صلات الاتحاديين بمصر، وصلات الاستقلاليين، ببريطانيا، قد أذكت روح المنافسة بين دولتي الحكم الثنائي، وساعدت كثيرا على اتفاق القاهرة عام 1953، إذ اتفقت كلمة الاحزاب السودانية الاتحادية والاستقلالية على اقامة الحكم الذاتي واجراء الاستفتاء على مصير السودان : استقلالا أم اتحادا مع مصر. وقبلت من ثم حكومتا مصر وبريطانيا ماتفق عليه السودانيون. ولما قامت الحكومة الانتقالية اتفقت الاطراف المختلفة، وأعلنت الاستقلال من داخل البرلمان، في 19 ديسمبر 1955م.

## الجمهوريون و الطائفية
منذ فجر الحركة الوطنية دعا الجمهوريون لعزل الطائفية عن الحركة الوطنية، مؤكدين التوجه إلى الشعب مباشرة، لاستنهاضه حتى يمسك قضيته في يده، فيكافح، ويتحمل مسئولية تحرير نفسه، فاذا تم له التحرر من الأستعمار، كانت الحرية عزيزة لديه، لايفّرط فيها أبدا، ولايدع المجال لعابث ليعبث بها.
لقد نشط الجمهوريون فكانوا يخطبون في المساجد، وفي المقاهي، وفي الأندية. ويقومون بتوزيع المنشورات التي تهاجم المستعمر على الشعب، وحتى على المسئولين من الحكام الأنجليز.

## الجمهوريون و الشريعة
رفضت الفكرة الجمهورية مبدأ الدستور الإسلامي عن طريق الشريعة الإسلامية بفهم الدعاة السلفيين. ففي كتابه (الدستور الإسلامي؟ نعم ولا) يقول محمود محمد طه شارحا فهمه للدستور الإسلامي وللشريعة الإسلامية:
- أول ما تجب الإشارة إليه هو أن الشريعة الإسلامية ليست هي الإسلام، وإنما هي المدخل على الإسلام.
- الشريعة الإسلامية في بعض صورها تحمل سمة «الموقوتية» وهي من ثم قابلة للتطور.
- تنتقل الشريعة الإسلامية في تطورها من نص فرعي هو القرآن، تنزل لأرض الناس من نص أصلي وقد اعتبر النص الأصلي منسوخا، بمعنى أنه مرجأ إلى يومه، واعتبر النص الفرعي صاحب الوقت، يومئذ.

فتطور الشريعة الإسلامية، في بعض صورها، إذن، إنما يعني انتقالها من نص، إلى نص، في القرآن.
وقد تنزل الفرع، عن الأصل، بفعل الضرورة، ليكون قريبا لأرض الناس، حتى ينقلهم، على مكث، إلى الأصل.
الأصل هي الآيات المنسوخة والفرع الآيات الناسخة.
- فإذا كنا نتحدث عن الشريعة الإسلامية فيجب ألا نزج بآية لا إكراه في الدين، قد تبين الرشد من الغي إلا إذا كنا ندعو إلى أن تتطور الشريعة، من آيات الإكراه، إلى آيات الاسماح. وهو أمر لا يعقله دعاة الإسلام عندنا، إلى الآن.
- وهناك أمر خطير يجب تقريره وهو أن الشريعة الإسلامية ليست ديمقراطية، ولا هي اشتراكية، وإنما هي تقوم، في السياسة، على آية الشورى، وهي آية حكم الفرد الرشيد، الذي جعل وصيا على قوم قصر، وقد طلب إليه أن يحسن تربيتهم، ورعايتهم، وترشيدهم ليكونوا أهلا للديمقراطية. ويومئذ تتطور شريعتهم لتنتقل من فروع القرآن إلى أصوله - من آية الشورى إلى آيتي فذكر إنما أنت مذكر * لست عليهم بمسيطر فتكون بهذا التطوير أدخل في الإسلام من سابقتها. أو قل منها قبل أن تتطور.
- ومثل هذا يقال عن الاشتراكية، فإن شريعة الإسلام الحاضرة ليست اشتراكية، وإنما هي رأسمالية، أريد بها أن تكون مرحلة تسير الأمة السالفة إلى منازل الاشتراكية. ويومئذ تتطور الشريعة الحاضرة، بأن تنتقل من فروع القرآن إلى أصوله - من آية الزكاة الصغرى (الفرعية) خذ من أمولهم صدقة تطهرهم وتزكيهم بها وصل عليهم إن صلاتك سكن لهم، والله سميع عليم إلى آية الزكاة الكبرى (الأصلية) يسألونك ماذا ينفقون قل العفو.
- في الفكرة الجمهورية فإن الشريعة الإسلامية التي قامت في القرن السابع وما تلته من قرون غير صالحة لإنسانية القرن العشرين بل ما يصلح لهذه الإنسانية هي الإسلام في اصوله لا في فروعه.

## الجمهوريون و الدستور الإسلامي
في الشريعة الحاضرة ليست هناك ديمقراطية ومن ثم ليس هناك دستور إسلامي. وكل حديث عن الدستور الإسلامي من الذين لا يرون تطوير الشريعة الإسلامية إنما هو جهل مزدوج - جهل بالإسلام، وجهل بثقافة العصر. وهو ما يقوم عليه أمر دعاة الإسلام عندنا.

## الجمهوريون و المدنية الجديدة
ومن كتابه (قل هذه سبيلي):
- الحزب الجمهورى دعوة إلى مدنية جديدة تخلف المدنية الغربية المادية الحاضرة التي اعلنت افلاسها بلسان الحديد والنار في هذه الحروب الطواحن.
- الفلسفة الاجتماعية التي تقوم عليها المدنية الجديدة ديمقراطية اشتراكية تؤلف بين القيم الروحية وطبائع الوجود المادى تاليفا متناسقا مبرأ من تفريط المادية الغربية التي جعلت سعى الإنسانية موكلا بمطالب المعدة والجسد، ومن افراط الروحانية الشرقية التي اقامت فلسفتها على التحقير من كل مجهود يرمى إلى تحسين الوجود المادي بين الأحياء.
- طلائع المدنية الجديدة أهل القرآن الذين قال تعالى فيهم (وكذلك جعلناكم امة وسطا) أي وسط بين تفريط الغرب المادى وافراط الشرق الروحانى ودستور هذه المدنية الجديدة (القرآن) الذي تقدم بحل المسالة التاريخية التي اعيت حكمة الفلاسفة: مسالة التوفيق بين حاجة الفرد إلى الحرية الفردية المطلقة وحاجة الجماعة إلى العدالة الاجتماعية الشاملة. وسمة هذه المدنية الجديدة الإنسانية فانها ترى ان الاسرة البشرية وحدة وان الطبيعة البشرية حيث وجدت فهى بشرية وان الحرية والرفاهية حق مقدس طبيعى للأسود والأبيض والأحمر والأصفر.

## الجمهوريون و الحرية
تنطلق الفكرة في فهمها للإسلام من حقيقة مقررة وهي ضرورة فك التعارض بين الفرد والجماعة وفي هذا يقول محمود في كتابه (الرسالة الثانية من الإسلام):
فالحرية في الإسلام مطلقة، وهي حق لكل فرد بشري، من حيث أنه بشري، بصرف النظر عن ملته أو عنصره، وهي حق يقابله واجب، فلا يؤخـذ إلا بـه، وهـذا الواجب هـو حسن التصـرف في الحـرية. فلا تصبح الحرية محدودة إلا حين يصبح الحر عاجزا عن التزام واجبها، وحينئذ تصادر في الحدود التي عجز عنها، وتصادر بقوانين دستورية.. والقوانين الدستورية في الإسلام هي القوانين التي تملك القدرة على التوفيق بين حاجة الفرد إلى الحرية الفردية المطلقة، وحاجة الجماعة إلى العدالة الاجتماعية الشاملة، فهي لا تضحي بالفرد في سبيل الجماعة، ولا بالجماعة في سبيل الفرد، وإنما هي قسط موزون بين ذلك.. تحقق حين تطبق، بكل جزئية من جزئياتها، مصلحة الفرد ومصلحة الجماعة في آن معا، وفي سياق واحد. الأصل في الإسلام أن كل إنسان حر، إلى أن يظهر، عمليا، عجزه عن التزام واجب الحرية، ذلك بأن الحرية حق طبيعي، يقابله واجب واجب الأداء، وهو حسن التصرف في الحرية، فإذا ظهر عجز الحر عن التزام واجب الحرية صودرت حريته، عندئذ، بقانون دستوري.

## الجمهوريون والإشتراكية
ومن أصول الإسلام في الفكرة الجمهورية هو الانفتاح على ثقافة العصر وأخذ ما هو صالح منها وفي رأي الفكرة أن الإسلام (اشتراكي ديمقراطي) وما مرحلة (حكم الفرد) و(الرأسمالية) الا حكم وقت لا يصلح نقله لهذا العصر.. وعليه فإن (الجهاد) ليس أصلا في الإسلام.. بل فرع اقتضته ظروف محددة عن هذا الأمر يقول محمود في كتابه سابق الذكر:
((الجهاد ليس أصلا في الإسلام))
، والقانون الدستوري، كما سلفت إلى ذلك الإشارة، هو القانون الذي يوفق بين حاجة الفرد إلى الحرية الفردية المطلقة، وحاجة الجماعة إلى العدالة الاجتماعية الشاملة، وقد قررنا آنفا أن ذلك هو قانون المعاوضة.
هذا الأصل هو أصل الأصول، وللوفاء به بدئت الدعوة إلى الإسلام بآيات الاسماح، وذلك في مكة، حيث نزلت ((ادع إلى سبيل ربك بالحكمة، والموعظة الحسنة، وجادلهم بالتي هي أحسن، إن ربك هو أعلم بمن ضل عن سبيله، وهو أعلم بالمهتدين)) وأخواتها، وهن كثيرات، وقد ظل أمر الدعوة على ذلك ثلاث عشرة سنة، نزل أثناءها كثير من القرآن المعجز، وتخرج أثناءها من المدرسة الجديدة، كثير من النماذج الصالحة، من الرجال والنساء والصبيان. وكان المسلمون الأولون يكفون أذاهم عن المشركين، ويحتملون الأذى، ويضحون، في صدق ومروءة، في سبيل نشر الدين، بكل أطايب العيش، لا يضعفون ولا يستكينون.. يبينون بالقول البليغ، وبالنموذج الصادق، واجب الناس، في هذه الحياة، نحو ربهم، بإخلاص عبادته، ونحو بعضهم، بصلة الرحم، وإصلاح ذات البين.))
ويستطرد قائلا:
((فإذا أصر الناس، بعد ذلك، على عبادة الحجر الذي ينحتون، وعلى قطع الرحم، وقتل النفس، ووأد البنت، فقد أساءوا التصرف في حريتهم، وعرضوها للمصادرة، ولم يكن هناك قانون لمصادرتها، فلم يبق إلا السيف، وكذلك صودرت.))
وروح الجملة السابقة في قوله (ولم يكن هناك قانون لمصادرتها) ويمكن أن نفهم أن السبب في اقرار الجهاد هو ثقافة العصر التي كانت لا ترتدع الا بقوة السيف، وفي ظل غياب القانون نشأ الجهاد للدفاع عن النفس أولا ثم للدفاع عن الدعوة ثانية.. ومن هذا يفهم أنه إذا كان هناك قانون يحمي النفس ويحمي الدعوة (كما هو الآن) فإن الدعوة للجهاد لا تتسق وروح الدين.
وعلى هذا الأمر انبنى أمر آخر وهو أمر الرق فهو أيضا وبنفس الصورة يصير غير أصلا في الإسلام. وعدم المساواة بين الرجال والنساء ليست أصلا في الإسلام، وتعدد الزوجات، والطلاق، والحجاب، والمجتمع المنعزل رجاله عن نسائه.
هذا ما كان من أمر الفكرة الجمهورية في هذه القضايا وللفكرة فهما دقيقا لبناء المجتمع وصور الحكم يمكن مطالعته في كتبها بـ موقع الفكرة

## الجمهوريون و القومية العربية
لقد قيم الجمهوريون دعوة القومية العربية كدعوة عنصرية، تضلل العرب، وتصرفهم عن أصالتهم، وتراثهم، وتضعهم لقمة سائغة في ساحة الصراع الدولي. وقدّموا فهمهم للإسلام، والإقليمية بديلا عن القومية العربية،
فان الإسلام (على حد زعمهم)بفكره الواعي، يمثل الروح، والإقليمية، باطرادها، تمثل الهيكل لنظام الحكم العالمي المرتقب، الذي تكون في قاعدته حكومات الاقطار، والحكومات الإقليمية، وفي قمته الحكومة العالمية التي تمثل هيئة الأمم المتحدة الحاضرة نواتها. إن الجمهوريين لم يدعوا للإسلام تعصبا، وتقليدا، وانما كانت دعوتهم اليه عن فهم واقتناع بأحقيته، وجدارته وقدرته على اقناع العقل المعاصر، وذلك هو ما اصطلح الجمهوريون على تسميته بالمرحلة العلمية من الإسلام، في حين كانت المرحلة الماضية منه هي مرحلة العقيدة..
وعليه فإنهم قد كانوا في نقد دائم للنظام الناصري بمصر ولنظام البعث بسوريا والعراق وكانوا ضد التكتلات القومية بصورة كبيرة.

## الجمهوريون و الصراع الإسرائيلي
ولقد أخرجت الفكرة الجمهورية كتابا، في عام 1967 عقب النكسة مباشرة، بعنوان (مشكلة الشرق الأوسط) قدمت فيه نقدا كبيرا لعبد الناصر كرئيس لأكبر دولة بالمنطقة ودعت فيه للاصطلاح مع إسرائيل ومما جاء فيه: (كان، ولا يزال، اعتراف العرب بإسرائيل، بالنسبة لإسرائيل أعز امانيها، لانه يوفر عليها حالة الخوف، والتوتر، والقلق ـ التي ارقت لياليها، وشغلت أيامها، كما يوفر عليها الجهد والمال، وهى في سبيل هذا الاعتراف يمكن ان تساوم إلى حدود بعيدة لا تقف عند حد إعادة اللاجئين إلى ديارهم، وتعويضهم عن ممتلكاتهم، ولا عند حد الجلاء عن الاراضى العربية التي احتلتها في 5 يونيو، وانما تذهب إلى الرجوع إلى الحدود التي بينها قرار التقسيم الاصلى الذي اتخذته الأمم المتحدة في التاسع والعشرين من نوفمبر عام 1947. وهى حدود قد تخطتها إسرائيل، وتوسعت عليها عقب كل معركة من المعارك التي نشبت بينها وبين العرب منذ 15 مايو عام 1948. ولكن العرب يرفضون هذا الاعتراف بدولة إسرائيل، وهم، ان اردت الدقة، لا يرفضونه الا شكلا، ولا يرفضونه الا قولا.. ولكنهم مضمونا، وعملا، لا يرفضونه.. هذا من أشد الامور مدعاة للاسف، وهو في نفس الوقت من أدل الدلائل على جهل القيادات العربية، وقلة حنكتها، ذلك بان إسرائيل في فترة الإصرار على عدم الاعتراف بها قد تقوت ولا تزال تتقوى، عسكريا، وسياسيا، ودبلوماسيا، واقتصاديا، وبشريا. ثم هي ستنال الاعتراف الكامل بها بعد أن تفرضه وبعد أن يكون العرب كما هو واضح الآن، قد قدموه على أقساط، وبعد أن يكون على ذلك قد فقد قيمة المساومة التي كان ولا يزال يحظى بها.. فكأن إسرائيل ستحرز اعتراف العرب بها بدون أن يقبض العرب من إسرائيل ثمن هذا الاعتراف. ورفض العرب الاعتراف بإسرائيل يقوم على كبرياء زائف!! كيف يجلسون ليتفاوضوا، على مائدة واحدة، مع من أغتصب أرضهم؟؟)
1. ↑  "محمود محمد طه". ويكيبيديا. 25 يناير 2024. مؤرشف من الأصل في 2023-08-22.
2. ↑  راجع: تأريخ السودان الحديث_ محمد سعيد القدال. أيضا: كفاح جيل _ أحمد خير المحامي
3. ↑  فتوى عبد الحي يوسف المنشورة بموقع صيد الفوائد، http://www.saaid.net/feraq/sufyah/sh/4.htm نسخة محفوظة 2018-10-09 على موقع واي باك مشين.
4. ↑  Packer، George (11 سبتمبر 2006). "The Moderate Martyr". The New Yorker. مؤرشف من الأصل في 2024-11-12. اطلع عليه بتاريخ 2015-04-29.
5. ↑  Apostacy|International Humanist and Ethical Union

## راجع هذه الكتب لمحمود محمد طه
1. - السفر الأول
2. - قل هذه سبيلي
3. - اسس دستور السودان
4. - الرسالة الثانية من الإسلام
5. - رسالة الصلاة
6. - الدستور الإسلامي نعم، لا
7. - الديباجة